# Puchar PZM na żużlu
Puchar Polskiego Związku Motorowego na żużlu (Puchar PZMot.) – rozgrywki żużlowe, organizowane przez Polski Związek Motorowy w latach 1962-1974. Odbywały się w grupach w formie czwórmeczów. W najważniejszej I grupie startowały zawsze 4 najlepsze zespoły ekstraklasy (tylko w 1974 roku były to drużyny II ligi) i spośród nich wyłaniano triumfatora rozgrywek. Pozostałe drużyny dzielono na pozostałe grupy, w zależności od lokaty w rozgrywkach ligowych. Rozgrywano po jednym czwórmeczu na torze z każdej z drużyn danej grupy. Zespoły startowały w 5-osobowych składach (4 plus rezerwowy).
Do 1971 roku o kolejności decydowała suma wywalczonych przez zespół punktów biegowych ze wszystkich turniejów. Od 1972 roku decydowały punkty meczowe: 1 m. w turnieju - 3 pkt., 2 m. - 2 pkt., 3 m. - 1 pkt. i 4 m. - 0 pkt.
Zwycięzcy otrzymywali przechodni Puchar Zarządu Głównego Polskiego Związku Motorowego, na którym wypisywano nazwy kolejnych triumfatorów.

## Medaliści
| Rok  | Złoto                    | Srebro                   | Brąz                | Źr. |
| ---- | ------------------------ | ------------------------ | ------------------- | --- |
| 1962 | Górnik Rybnik            | Polonia Bydgoszcz        | Unia Leszno         |     |
| 1963 | Górnik Rybnik            | ZKS Stal Rzeszów         | Unia Leszno         |     |
| 1964 | Górnik Rybnik            | ZKS Stal Rzeszów         | Unia Leszno         |     |
| 1965 | KS ROW Rybnik            | Stal Gorzów Wielkopolski | ZKS Stal Rzeszów    |     |
| 1966 | KS ROW Rybnik            | Stal Gorzów Wielkopolski | GKS Wybrzeże Gdańsk |     |
| 1967 | KS ROW Rybnik            | Stal Gorzów Wielkopolski | GKS Wybrzeże Gdańsk |     |
| 1968 | KS ROW Rybnik            | Stal Gorzów Wielkopolski | Sparta Wrocław      |     |
| 1969 | KS ROW Rybnik            | Stal Gorzów Wielkopolski | Sparta Wrocław      |     |
| 1970 | Stal Gorzów Wielkopolski | KS ROW Rybnik            | Polonia Bydgoszcz   |     |
| 1971 | KS ROW Rybnik            | KS Śląsk Świętochłowice  | KS Kolejarz Opole   |     |
| 1972 | KS ROW Rybnik            | Stal Gorzów Wielkopolski | Polonia Bydgoszcz   |     |
| 1973 | KS ROW Rybnik            | KS Śląsk Świętochłowice  | Polonia Bydgoszcz   |     |
| 1974 | GKS Wybrzeże Gdańsk      | KS Kolejarz Opole        | Stal Toruń          |     |

## Klasyfikacja medalowa
Stan po sezonie 1974
| Lp. | Klub                     | Złoto | Srebro | Brąz | Razem |
| --- | ------------------------ | ----- | ------ | ---- | ----- |
| 1.  | KS ROW Rybnik            | 11    | 1      | –    | 12    |
| 2.  | Stal Gorzów Wielkopolski | 1     | 6      | –    | 7     |
| 3.  | GKS Wybrzeże Gdańsk      | 1     | –      | 2    | 3     |
| 4.  | ZKS Stal Rzeszów         | –     | 2      | 1    | 3     |
| 5.  | KS Śląsk Świętochłowice  | –     | 2      | –    | 2     |
| 6.  | Polonia Bydgoszcz        | –     | 1      | 3    | 4     |
| 7.  | KS Kolejarz Opole        | –     | 1      | 1    | 2     |
| 8.  | Unia Leszno              | –     | –      | 3    | 3     |
| 9.  | Sparta Wrocław           | –     | –      | 2    | 2     |
| 10. | Stal Toruń               | –     | –      | 1    | 1     |